# Пирински вести
„Пирински вести“ е български вестник, излизал от 1941 до 1944 година.
Вестникът е културно-стопански информационен седмичник за Горноджумайска, Струмишка, Разложка, Сярска, Неврокопска, Берска, Демирхисарска, Беровска, Драмска, Светиврачка, Петричка и Кавалска околия. Директор на вестника е Асен Н. Руменов, а главен редактор е презвитер Яворски. Печата се в печатница „Кехлибаров“ в София в тираж 2000 броя.
| Годишнина | Броеве    | Дата                              |
| --------- | --------- | --------------------------------- |
| I         | 1 – 47    | 6 септември 1941 – 27 юни 1942    |
| II        | 48 – 80   | 8 юли 1942 – 1 януари 1943        |
| III       | 81 – 135  | 10 януари 1943 – 31 декември 1943 |
| IV        | 136 – 142 | 28 февруари 1944 – ? 1944         |

От брой 48 подзаглавие на вестника е Седмичник за национално възпитание, културна, стопанска и просветна информация и критика, а от брой 85 подзаглавие е Седмичник за култура, просвета, критика, информация и национално възпитание. От брой 81 директор е презвитер Яворски, а редактор е К. Кузманов. Свещеник Иван Н. Шивачев също е редактор на вестника. „Пирински вести“ е местен просветен и обществено-политически вестник, който седи на националистически и монархически позиции.